# Acheilognathus asmussii
Acheilognathus asmussii es una especie de pez de la familia de los Cyprinidae en el orden de los Cypriniformes.

## Morfología
Los machos pueden llegar alcanzar los 16 cm de longitud total.

## Hábitat
Es un pez de agua dulce y de clima templado (18 °C-22 °C)

## Reproducción
Es ovíparo.

## Distribución geográfica
Se encuentran en Asia: Rusia, Mongolia, la China y Corea.

## Observaciones
Es inofensivo para los humanos.